# The End (sång av The Beatles)
The End är en låt med The Beatles. Det är den näst sista låten på albumet Abbey Road, som utgavs den 26 september 1969. Låten, som på demostadiet bar titeln "Ending", är skriven av Paul McCartney, och utgör slutet på medleyt som dominerar albumets B-sida. Egentligen skulle den ha varit den avslutande låten, men av en slump råkade deras ljudtekniker spela upp den bortklippta "Her Majesty" efter låten; bandet gillade den och lät den ligga kvar.
"The End" är en av två Beatleslåtar som innehåller ett trumsolo. Det spelas av Ringo Starr, som egentligen ogillade trumsolon och var tvungen att övertalas att göra det. Låten innehåller även ett gitarrsolo, spelat av Paul McCartney samt gruppens två gitarrister John Lennon och George Harrison. De spelar två takter var enligt ett rotationsmönster. Efter solot kommer pianot in en aning falskt, på grund av en hastighetsändring i mixningen. Den andra låten är "Every Little Thing" på Beatles for Sale.

## Medverkande
- Paul McCartney – sång, bakgrundssång, elbas, piano, sologitarr
- John Lennon – bakgrundssång, kompgitarr, sologitarr
- George Harrison – bakgrundssång, kompgitarr, sologitarr
- Ringo Starr – trummor, bakgrundssång